# Bimodal-bilinguale Erziehung
Die Bimodal-bilinguale Erziehung (englisch Bilingual–Bicultural – Bi-Bi) verwendet in der Gehörlosenbildung Gebärdensprache als Muttersprache oder erste Sprache gehörloser Kinder. In den Vereinigten Staaten beispielsweise behaupten Bi-Bi-Befürworter, dass die American Sign Language (ASL) die natürliche erste Sprache für gehörlose Kinder in den Vereinigten Staaten sein sollte, obwohl die Mehrheit der Gehörlosen und Schwerhörigen von hörenden Eltern geboren wird. In diesem Sinne wird die gesprochene oder geschriebene Sprache, die von der Mehrheit der Bevölkerung verwendet wird, als Zweitsprache angesehen, die entweder nach oder gleichzeitig mit der Muttersprache erworben werden muss.
In der Bi-Bi-Ausbildung ist die Gebärdensprache die wichtigste Unterrichtsmethode. Der bikulturelle Aspekt der Bi-Bi-Ausbildung betont die Gehörlosenkultur und zielt darauf ab, gehörlosen Schülern durch die Begegnung mit der Gehörlosengemeinschaft Selbstvertrauen zu vermitteln.
Verschiedene Studien haben eine Korrelation zwischen dem ASL-Fähigkeitsniveau und der englischen Lesekompetenz bzw. dem Leseverständnis festgestellt. Die plausibelste Erklärung hierfür ist, dass das ASL-Fähigkeitsniveau das englische Lesekompetenzniveau vorhersagt. Grundkenntnisse in der amerikanischen Gebärdensprache können für den Erwerb der englischen Sprache von Vorteil sein. Tatsächlich zeigen zweisprachige Kinder eine stärkere Entwicklung der kognitiven, sprachlichen und metasprachlichen Prozesse als ihre einsprachigen Altersgenossen.
36 bis 40 Prozent der Internate und Tagesschulen für gehörlose Schüler in den USA geben an, Bi-Bi-Bildungsprogramme einzusetzen.
Schweden und Dänemark sind zwei Länder, die für ihre zweisprachige und bikulturelle Ausbildung gehörloser Kinder bekannt sind. Schweden verabschiedete 1981 ein Gesetz, das Zweisprachigkeit als Ziel der Gehörlosenausbildung vorschrieb. Dänemark erkannte die Gebärdensprache 1991 als gleichberechtigte Sprache an und machte die Gebärdensprache zur primären Unterrichtsmethode in Gehörlosenschulen.
Ein bemerkenswertes Beispiel für Schulen, die in den USA die Bi-Bi-Methode anwenden, ist The Learning Center for the Deaf in Massachusetts.

## Zweisprachig-bikulturelle Bewegung
Marie Jean Philip war eine Pionierin der Bilingual-Bikulturellen (Bi-Bi) Bewegung. 1985 konnte das Learning Center for Deaf Children in Framingham, Massachusetts, Philip davon überzeugen, eine neue Karriere als Sonderassistentin des Direktors für die Umsetzung bilingualer/bikultureller Richtlinien zu beginnen. Nach zwei Jahren erklärte sich Philip bereit, die Vollzeitstelle der bilingualen/bikulturellen Koordinatorin zu übernehmen, die sie ab 1988 innehatte. Philip führte die Schule in das Bi-Bi-Bildungssystem ein.
Das Learning Center for the Deaf war die erste Gehörlosenschule in den Vereinigten Staaten, die offiziell eine zweisprachig-bikulturelle Lehrphilosophie einführte. Auch Schulen in Kalifornien, Indiana und Maryland führten bald offiziell eine zweisprachig-bikulturelle Lehrphilosophie ein.
Am 24. September 2018 veröffentlichte Carey M. Ballard einen dreißigminütigen Dokumentarfilm mit dem Titel Bilingual-Bicultural Movement at The Learning Center for the Deaf, der die Geschichte der Bewegung untersucht.

## Geschichte
Die Bimodal–bilinguale Erziehung basiert auf Cummins' Modell der sprachlichen Interdependenz. 1976 sagte James Cummins voraus, dass die Beherrschung einer Erstsprache mit der Kompetenz in einer Zweitsprache korrelieren würde, da dem Spracherwerb beider Sprachen ein einziger kognitiver Prozess zugrunde liegt. Nach Jahrzehnten der Anwendung der auditiv-verbalen Erziehung  suchten einige Befürworter nach einer neuen Methode für den Unterricht gehörloser Schüler. Viele Schulen begannen daraufhin, Systeme des Manuell Kodiertes Englisch (MCE) zu verwenden, um die Englischkenntnisse gehörloser Schüler zu fördern. Nach dem wahrgenommenen Scheitern der manuell codierten Englischsysteme begannen einige Pädagogen, das zweisprachig-bikulturelle Modell zu verwenden.

## Sozioemotionale Auswirkungen
Untersuchungen haben Zusammenhänge zwischen soziokulturellen Faktoren und dem schulischen Erfolg von Schülern aufgezeigt. Das Lernen in ihrer Muttersprache vermittelt Schülern ein Gefühl der Zugehörigkeit, was zu ihrem akademischen Erfolg führt, einschließlich der Entwicklung ihrer beiden Sprachen. Der zweisprachige Lehransatz schafft sinnvolle akademische Erfahrungen für Schüler, wenn kulturelle Faktoren berücksichtigt werden. Der kulturelle Aspekt des bikulturellen zweisprachigen Ansatzes verbessert den Schulerfolg gehörloser Schüler. Das Schulklima in einem bikulturell-zweisprachigen Umfeld gibt Schülern die Möglichkeit, ihre akademischen, kognitiven und soziokulturellen Fähigkeiten in zwei Sprachen zu fördern.
Lev Vygotsky, ein ehemaliger sowjetischer Psychologe, der für seine Studien zur sozial-kognitiven Entwicklung bekannt ist, argumentierte, dass Qualität und Quantität des Kinderspiels von der Sprache abhängen, die die Kinder sprechen. Jean Piaget, ein anderer für seine Studien zur Kindesentwicklung bekannter Psychologe, und Wygotski stimmten darin überein, dass Sprache bei der kognitiven und sozialen Entwicklung eine bedeutende Rolle spielt, weil Sprachkompetenz das Spielverhalten maßgeblich prägt. Wenn gehörlose Kinder sich in einer Bi-Bi-Umgebung befinden, in der sie Zugang zur Sprache und die volle Möglichkeit haben, mit Gleichaltrigen zu kommunizieren, entwickeln und verfeinern sie ihre kognitiven und sozialen Fähigkeiten.
Eine Studie über gehörlose Kinder und die Theory of Mind (ToM), also die Fähigkeit, sich in die Lage eines anderen zu versetzen, ergab keine Unterschiede in den Leistungen bei Theory of Mind-Aufgaben zwischen gehörlosen Kindern gehörloser Eltern und ihren hörenden Altersgenossen. Das bedeutet, dass gehörlose Kinder mit gehörlosen Eltern den Vorteil hatten, dass sie die Sprache von Geburt an erworben haben. Gehörlose Kinder mit hörenden Eltern zeigten, unabhängig davon, ob sie in gesprochenem Englisch oder in ASL unterrichtet wurden, bei zwei ToM-Aufgaben Verzögerungen: falsche Überzeugungen und Wissenszustände. Erwähnenswert ist, dass nicht alle gehörlosen Kinder hörender Eltern sprachlich benachteiligt sind, da hörende Eltern die Gebärdensprache erlernen können, um mit ihren gehörlosen Kindern zu kommunizieren.
Die Hauptursache für Verzögerungen in der Theory of Mind ist der fehlende Zugang zu Gesprächen in der Umgebung, Möglichkeiten zum beiläufigen Lernen und die Schwierigkeit, über tägliche Routinen zu kommunizieren. Diese Umstände schaffen Herausforderungen bei der Diskussion von Gedanken, Überzeugungen und Absichten unter gehörlosen Kindern, denen die Sprache fehlt. Wenn gehörlose Kinder von klein auf mit natürlicher und zugänglicher Sprache konfrontiert werden, haben sie keine Verzögerungen in der Theory of Mind-Argumentation und zeigen eine hohe Fähigkeit, die Gedanken anderer zu verstehen und darüber zu urteilen. Es gibt Belege dafür, dass ein Zusammenhang zwischen einer starken Theory of Mind und einer soliden Sprachgrundlage besteht. Man kann argumentieren, dass der Bi-Bi-Ansatz gehörlosen Kindern optimalen Zugang zur Sprache bietet, um eine typische sozio-emotionale Entwicklung zu unterstützen.
Gehörlose Kinder verwenden Gebärden, um sich auszudrücken, Ereignisse zu besprechen, Fragen zu stellen und sich auf Dinge in ihrem Umfeld zu beziehen, genauso wie hörende Kinder die Lautsprache verwenden. Das menschliche Gehirn ist von Natur aus darauf programmiert, nach Informationen und ständigem Zugang zu Kommunikation zu verlangen, und soziale Umgebungen mit zugänglicher Sprache bieten dies. Je früher gehörlose Kinder die Chance haben, auf natürliche Weise Gebärdensprache mit ständigem Sprachinput zu erwerben, desto besser sind ihre kognitiven und sozialen Fähigkeiten, da sie in der Lage sind, Informationen über Handlungen, Objekte, Erfahrungen und Ereignisse rechtzeitig aufzunehmen.